# لوییس گنکو

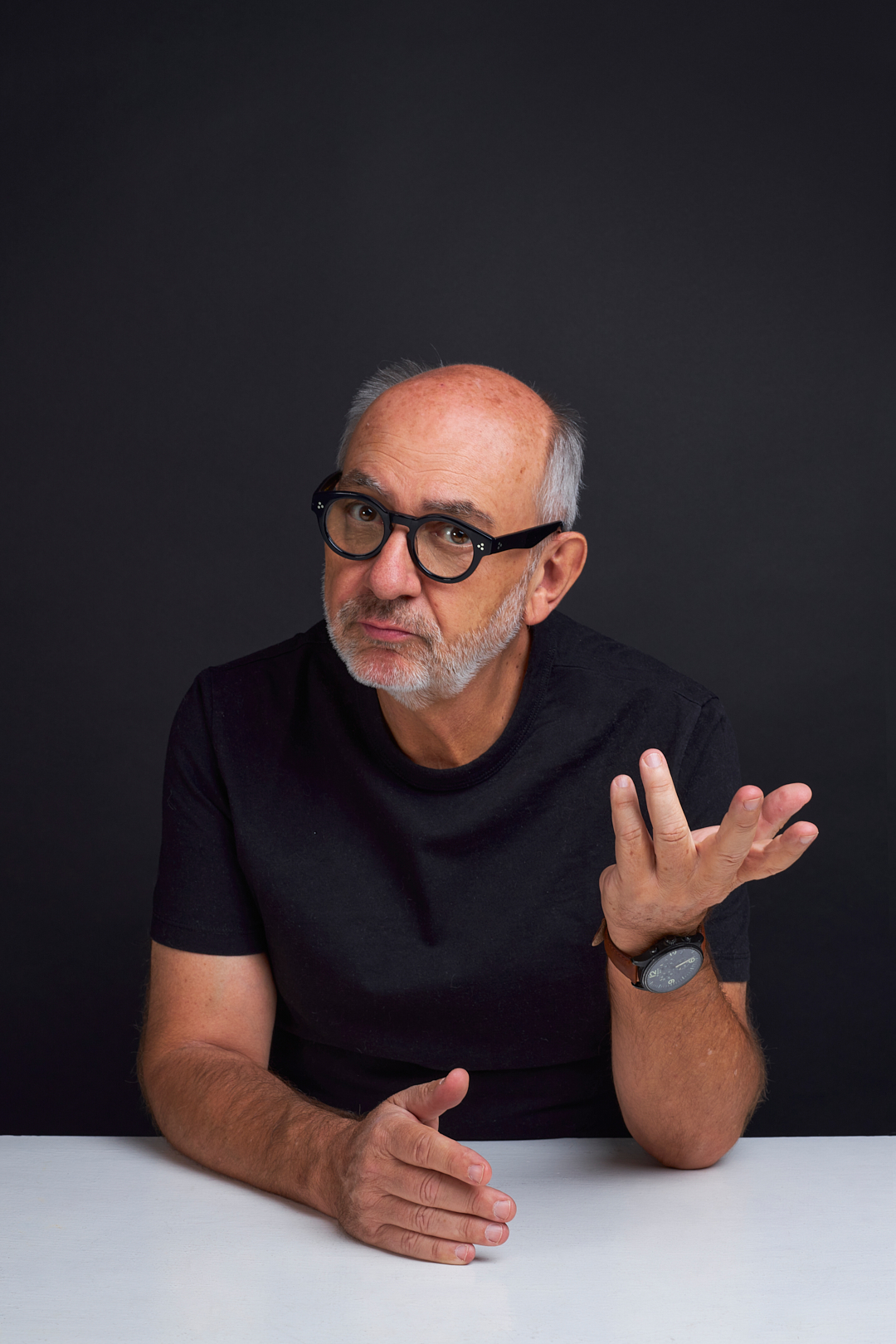
نگارهٔ لوئیس گنکو، هنرپیشه اهل شیلی - ۲۰۲۳

لوئیس انریکه گنکو دسی (اسپانیایی: Luis Gnecco‎ متولد ۱۲ دسامبر ۱۹۶۲) یک هنرپیشهٔ اهل شیلی است.
علاوه بر کار در تله‌نوولاهای شیلیایی و فیلم‌هایی چون (جانی ۱۰۰ پزو، فیلم «نه» که کاندید اسکار شده، El bosque de Karadima و فیلم نرودا) در سطح بین‌المللی برای سریال‌هایی چون Prófugos از شبکه HBO و سریال نارکس از شبکهٔ نت‌فلیکس شناخته شده است.